# Эбелинг, Фридрих Вильгельм
Фридрих Вильгельм Эбелинг (англ. Friedrich Wilhelm Ebeling; 1822 — 1893 или 1891) — немецкий писатель, педагог, архивариус, историк и литературовед, автор в том числе сочинений по истории немецкой литературы различных жанров.
С 1860 года жил в Лейпциге, затем осел в Берлине. После майского восстания в Дрездене в 1849 году на некоторое время был арестован.
Написал ряд беллетристических и культурно-исторических произведений: «Fabian gossler» (1850); «Zehn Jahre im Zuchthause, oder: Eine Verwandtschaft» (1851); «Yatnina» (1852); «Der Schalksknecht. Eine Berliner Stadtgeschichte» (1853); «Mon plaisir (aus dem Leben eines deutschen Fürsten)» (1865); «Friedrich Taubmann. Zur Geschichte der Hofnarren (Kulturbild)» (1882); «Geschichte der komischen Litteratur» (1869); «Mosaik. Kleine Schriften zur Geschichte und Litteratur» (1867); «Gottfried August Bürger und Elise Hahn» (1868). «Die Kahlenberger. Zur Geschichte der Hofnarren» (1890); «Zerstreutes und Erneutes» (1890); «Der deutsche Roman» (1891) и другие.